# Cao Mao
Cao Mao nome di cortesia Yanshi (彥士) (241 – 260) fu un imperatore del Cao Wei durante il periodo dei Tre Regni.

## Biografia

### Famiglia e ascesa al trono
Nell'anno 241 quando nacque Cao Mao era imperatore suo cugino Cao Feng. Cao Mao era figlio di Cao Lin, principe di Donghai, a sua volta figlio del primo imperatore del Cao Wei. Nel 244, all'età di tre anni, come si conveniva ai figli dei principi, venne nominato duca di Gaoguixiang con potere prettamente cerimoniale. In gioventù, mostrò grande intelligenza e volontà di studiare.
All'età di soli otto anni Cao Mao perse il padre
Cao Lin. Cao Qi, fratello maggiore di Cao Mao, gli succedette come principe di Donghai.
Nel 254, il potere di Cao Wei era saldamente nelle mani dei Sima: prima Sima Yi aveva estromesso il reggente Cao Shuang, poi nel 241 suo figlio, Sima Shi, venne proclamato imperatore. Nello stesso anno, Sima Shi fece eliminare un certo numero di alleati dell'imperatore, accusandoli di tradimento. Questo fece reagire Cao Fang che progettò l'eliminazione fisica di Sima Shi, ma fu scoperto e costretto ad abdicare.
Subito dopo l'usurpazione di Cao Fang, la grand'imperatrice dowager Guo tentò di mantenere l'autorità della dinastia regnante Cao Wei, riuscendo a prendere parte al processo di selezione del nuovo sovrano. Quando Sima Shi propose come imperatore il fratello di Cáo Ruì e principe di Pengcheng, Cao Ji, l'imperatrice dowager riuscì a convincerlo che una tale successione sarebbe stata impropria in termini di parentela, in quanto Cao Ji era il fratello del padre di Cao Fang. Al contrario, sempre su suo suggerimento, Sima Shi proclamò imperatore Cao Mao (nonostante la tenera età di 13 anni, la sua intelligenza doveva avere rassicurato l'imperatrice dowager Guo). Fu lei stessa a dare a Cao Mao il sigillo imperiale; quando questi entrò a Luoyang, lo fece con le cerimonie riservate ai duchi e non agli imperatori, mostrando che, almeno formalmente, non aveva alcuna pretesa verso il trono.

### Lotta di potere con i Sima
Nonostante le aspirazioni della dinastia Wei, Cao Mao non riuscì ad avere una reale influenza sulla politica imperiale, ancora controllata da Sima Shi. Nel 255, nel tentativo di aiutare l'imperatore, i generali Guanqiu Jian e Wen Qin scatenarono un'insurrezione contro il potere dei Sima, ma vennero presto sconfitti. Guanqiu Jian e la sua famiglia vennero uccisi, mentre Wen Qin e i suoi figli fuggirono nel Wu Orientale.
Tuttavia, Sima Shi era già malato e gli sforzi compiuti durante la repressione peggiorarono le sue condizioni; appena un mese dopo la vittoria, morì a Xuchang. Cao Mao tentò di cogliere l'occasione ed emanò un editto: in esso, dichiarando che la parte meridionale del Cao Wei doveva ancora essere compiutamente pacificata, ordinò al fratello ed erede di Sima Shi, Sima Zhao, di rimanere a Xuchang e invece comandò al suo ufficiale Fu Gu di fare ritorno a Luoyang con il grosso dell'esercito. Pur contravvenendo all'editto, Sima Zhao tornò ugualmente a Luoyang, lasciando Fu Gu a Xuchang, e riprese rapidamente il controllo del governo, estromettendo tanto Cao Mao quanto l'imperatrice dowager Guo. Sempre nel 255, Cao Mao si sposò con l'imperatrice Bian.
Nel periodo successivo, continuando a coltivare la propria passione per la letteratura, Cao Mao si circondò di funzionari e consiglieri - anche fedeli a Sima Zhao - conosciuti per il loro talento letterario. Oltreché per queste loro capacità, Cao Mao li scelse nel tentativo di alleviare i sospetti nei suoi confronti e di riuscire a convincerli a lottare contro i Sima.
Ben presto, divenne chiaro che Sima Zhao aspirava al trono imperiale. Quando si seppe il generale Zhuge Dian, comandante a Shouchun, diventò irrequieto. Quando Sima Zhao inviò il suo consigliere Jia Chong a Shouchun per valutare se Zhuge Dian poteva diventare un suo alleato nell'usurpazione, quest'ultimo lo rimproverò severamente. Poco dopo, Zhuge Dian insorse contro Sima Zhao chiedendo aiuto al Wu Orientale (promettendo che avrebbe potuto annettere il Shouchun). Le truppe di Sima Zhao raggiunsero presto la città, ma la trovarono già presidiata da truppe del Regno Wu. Nell'estate del 258, infuriato per il fatto che l'esercito principale del Wu Orientale guidato dal generale Sun Lin tardava ad arrivare, e visto che i figli del comandante Wen della guarnigione presente erano passati dalla parte di Sima Zhao, Zhuge Dian assassinò lo stesso Wen, il che portò alla caduta della città. Zhuge fu catturato e giustiziato e tutta la sua famiglia subì lo stesso destino, eccezion fatta per suo figlio Zhuge Jing, inviato nel Regno Wu come ambasciatore. Il fallimento di Zhuge portò gli altri ufficiali dissidenti ad abbandonare ogni progetto di insurrezione, cosa che fece disperare Cao Mao.
Peraltro, nel 258, Sima Zhao aveva costretto Cao ad offrirgli le nove dignità che, secondo un rito già usato da altri usurpatori, aveva rifiutato.

### Colpo di Stato contro Sima Zhao
Ancora, nel 260, Cao Mao dovette offrire le nove dignità a Sima Zhao, e ancora una volta questi le rifiutò. Questa volta, però, il fatto mandò Cao su tutte le furie e lo portò a progettare di rovesciare Sima Zhao e riprendere il potere nelle sue mani; durante una riunione con i suoi consiglieri, ai quali espose i suoi progetti, pronunciò la famosa frase: "Anche uno straccione conosce il cuore di Sima Zhao" (司馬昭之心, 路人皆知, Sima Zhao zhi xin, luren jie zhi). Nonostante l'opposizione di diversi funzionari, Cao fece sapere le sue intenzioni anche all'imperatrice dowager Guo, la quale approvò.
Successivamente, armatosi lui stesso, Cao Mao radunò la guardia imperiale e marciò verso la villa di Sima Zhao. Suo fratello Sima Zhou tentò di resistere, ma le sue truppe disertarono a favore di Cao Mao quando videro che era l'imperatore a combattere. Successivamente, Jia Chong intercettò le guardie imperiali; i suoi guerrieri, non osando attaccare l'imperatore, disertarono a loro volta. Solo Cheng Ji, spinto da Jia Chong a difendere il potere dei Sima, trafisse Cao Mao con una lancia, uccidendolo.
La morte di Cao Mao, scatenò un'insurrezione popolare che invocò la condanna a morte di Jiang Chong. Al contrario, la prima mossa di Sima Zhao dopo il tentato colpo di Stato fu quella di costringere la grand'imperatrice dowager Guo a degradare postumo Cao Mao allo stato di comune cittadino, ma il giorno successivo accettò ad elevarlo a duca e di farlo seppellire con gli onori riservati ai principi. Quindi, chiamò a Luoyang il duca di Changdaoxiang e nipote di Cáo Cāo, Cao Huan, per assumere il titolo di imperatore. L'imperatrice dowager Guo ora, era senza alcun potere e non poté opporsi. Qualche settimana dopo, Cheng Ji e la sua famiglia vennero giustiziati per tradimento, nel tentativo di acquietare l'opinione pubblica.

## Impegno letterario
Cao Mao era molto interessato alla letteratura e alla poesia, come gran parte dei suoi predecessori a partire dallo stesso Cáo Cāo. Nel 259, dopo la morte di Zhuge Dan e l'apparente scoperta di alcuni draghi in due pozzi, considerato un segno di sventura, Cao Mao scrisse la seguente poesia, intitolata L'ode del drago nascosto (濳龍詩):
Il povero drago è intrappolato, solo e al freddo;
non può balzare fuori dalle profondità;
non può ascendere al cielo;
non può nemmeno scendere ai campi.
Il povero drago è caduto nel pozzo profondo;
anche il pesce gatto danza davanti a lui;
egli cela i suoi denti e i suoi artigli e singhiozza;
e io sono allo stesso modo così depresso.
La poesia non piacque a Sima Zhao, che da quel momento lo tenne sotto maggiore sorveglianza.

## Informazioni dinastiche
- Padre
  - Cao Lin (曹霖), principe di Donghai, figlio di Cao Pi
- Moglie
  - Imperatrice Bian (sposata nel 255)